# Intelligence Marketing
Les termes intelligence marketing peuvent être compris selon deux points de vue. 
D’une part, ils font référence à l’intelligence économique au service de la fonction marketing, c’est-à-dire la recherche d’informations stratégiques utiles à la prise de décisions marketing de l’entreprise. D’autre part, il s’agit plutôt de l’intelligence dans le sens d’ingéniosité et de la compréhension des concepts marketing actuels. D’un côté, il peut s’agir d’un complément au marketing d’études, de l’autre côté, on parlera plutôt de subtilité et d’innovation dans l’application des fondamentaux du marketing.

## Définitions
L’intelligence marketing, est définie comme un « système développé afin de collecter, stocker, analyser et interpréter l’information marketing disponible dans l’environnement dans lequel se situe l’entreprise ». Ce système a donc pour enjeu la conception d’une stratégie marketing efficace car adaptée à l’environnement, mais aussi de déterminer les circonstances qui la rendront efficiente lors de sa mise en application.
Joël Le Bon explique que : « Ne pouvant intégrer et gérer tous les flux d'information nécessaires aux décideurs, les systèmes d'information de management se composent en fait de sous-systèmes propres aux différentes fonctions de l'entreprise (marketing, finance…) »[réf. nécessaire].
L’intelligence marketing est donc un sous-ensemble de l’intelligence économique, qui se définit elle-même par « l’ensemble des activités coordonnées de collecte, de traitement et de diffusion de l'information utile aux acteurs économiques, en vue de son exploitation »[réf. nécessaire].

## Intérêts, enjeux, et recommandations pour le marketing

### Intérêts
L’intelligence marketing revêt différents intérêts pour l’organisation qui sait la maîtriser. Tout d’abord, en mettant en place un tel système, l’entreprise met son client au cœur de son projet. L’objectif étant de mieux le comprendre pour mieux le satisfaire et donc le fidéliser. L’intelligence marketing permet donc de multiplier les sources de connaissances des cibles de clientèles afin d’obtenir un maximum d’informations sur celles-ci, notamment grâce à différents outils de collecte de données.

### Enjeux et recommandations
Pour mieux relever les nouveaux défis de l’écosystème entrepreneurial, des auteurs ont compilé sept grands enjeux des « marketeurs intelligents » :
- Être acteur de la stratégie et de sa déclinaison opérationnelle

Le marketeur doit impérativement identifier les leviers stratégiques majeurs de développement dans son environnement, en veillant à la fois les leaders sectoriels, les entreprises en mouvement et les opportunités externes sur et en analysant les prospectives des thèmes suivants : expansions internationales, acquisitions et alliances, innovation, stratégie produit/services (notamment le passage de stratégies de produits à des offres de services et de solutions), diversifications et extension de la chaîne de valeur des entreprises, intelligence client et renforcement de la relation avec le client final, transformation numérique des métiers, nouvelles créations de valeurs (par exemple, actuellement, le développement durable et les politiques RSE des entreprises).
- Comprendre et anticiper l’évolution des comportements de consommateurs

Afin d’optimiser toutes les actions marketing, il faut anticiper les comportements de consommateurs au sens large, qu’il s’agisse de l’utilisateur, l’acheteur ou les futurs consommateurs. D’une part, on constate une forte importance de la valeur attribuée au produit vérifiable de différentes manières ; le graphique ci-contre mis en place par JP Aimetti et JM Raicovitch montre les différentes études du consommateur en fonction de ces valeurs. D’autre part, l’intelligence marketing permet de maîtriser la multiplication des sources utilisées pour connaître et anticiper prospectivement les comportements, notamment grâce à l’avènement du Big Data dans les années 2000.
- Innover ou périr

L’innovation peut aujourd’hui être considérée comme indispensable dans les stratégies des entreprises, notamment pour se différencier ou cultiver un avantage relatif. L’innovation permet de faire face à trois phénomènes : les exigences croissantes des consommateurs, l’accélération du progrès scientifique, les stratégies recrudescentes d’internationalisation (notamment dans les pays émergents où l’entreprise se doit de proposer des offres non comparables aux entreprises locales pour exister). L’innovation peut avoir lieu dans tous les domaines, dans tous les process et dans toutes les fonctions de l’entreprise. On distingue les innovations incrémentales (faiblement perçues par le consommateur mais intéressantes pour les entreprises), des innovations de rupture (une réelle avancée technologique ou une réelle amélioration de l’expérience de consommation).
Le succès des démarches d’innovations résulte de l’impulsion de la direction (culture d’innovation), l’intégration de la R&D dans l’entreprise, la créativité et l’approche prospective.
- Réussir la transformation numérique

La transformation numérique est une révolution au même titre que la révolution industrielle en son temps. Elle est davantage une affaire de culture qu'un fait technologique. 
Il semble important de comprendre les nouveaux usages et les NTIC afin de manier de nouvelles sources d’information et définir sa stratégie de présence numérique. Ceci permet de nouveaux types de relations avec les clients et d’enrichir l’expérience client. On assiste à une forte dématérialisation et décentralisation de certains produits (ex : banque en ligne).
- Piloter une distribution cross-canal

L’avancée vers le cross-canal permet d’utiliser des modes de présence complémentaires pour interagir avec le consommateur. Le marketeur doit ici veiller à évaluer et gérer les différents canaux et planifier sa mise en œuvre. Une collaboration avec différents prestataires peut être envisagée (ex. agences spécialisées).
- Organiser un marketing efficient

Dans un contexte de forte mutation du monde de l’entreprise, il est important d’adapter les compétences marketing aux métiers de l’entreprise. Il s’agit de marquer la compétence du marketing autour du client.

## Composantes essentielles et outils

### Les données transactionnelles
Les bases de données clients constituent un patrimoine numérique à forte valeur ajoutée pour l’entreprise. Leur analyse et exploitation opérationnelle peuvent être un véritable moteur de croissance opérationnel pour l’entreprise.   

### Les technologies avancées et les outils
De fortes compétences technologiques sont essentielles pour analyser et structurer la masse d’informations présente dans les bases de données (Big Data ou mégadonnées). Les spécialistes d’intelligence marketing proposent des offres ergonomiques et conviviales qui peuvent être facilement utilisées par les équipes marketing formées pour les comprendre et les expliquer. La diffusion des données est facilitée grâce à l’accès à l’intranet de l’entreprise qui devient le lieu de stockage central. Il existe également des technologies comme Extraction Transfert Loading qui facilite l’accès à des données disponibles dans plusieurs types de bases de données.
Par ailleurs, différents outils existent pour collecter l’information et permettre l’analyse par les responsables marketing de l’organisation : les panels de consommateurs, de distributeurs et d’audience, l’exploitation des bases de données CRM, l’observation ethnographique, l’analyse de messages sur des blogs, forums et réseaux sociaux et le neuro-marketing.

### L’expertise métier
La stratégie de l’entreprise reste tout de même le pilier fondateur de l’intelligence marketing. Tout simplement, couplée avec l’intelligence des données, ces actions stratégiques deviennent plus efficaces, plus originales et plus ciblées.

## Applications immédiates pour le marketeur

### Mesurer la performance des campagnes marketing
L’intelligence marketing permet de mesurer les performances de campagnes de lancement de nouveaux produits, de campagnes promotionnelles, d’actions de marketing direct et de distribution de catalogues. Elle permet d’établir des critères de rentabilité qui facilitent les choix d’allocation de budgets pour des campagnes. L’utilisation de solutions d’intelligence marketing favorise ainsi un meilleur taux de retour des actions. Selon certaines études, les actions marketing des entreprises qui utilisent cette méthode atteindraient 75 % des objectifs contre 50 % pour celles qui ne l’utilisent pas.

### Améliorer la gestion de la relation client
L’intelligence marketing permet également une segmentation plus fine de la clientèle. Le marketeur peut ainsi adopter des méthodes de travail plus rationnelles et qui sont basées sur des indicateurs plus précis et fiables. Par exemple, l’association d’un composant géomarketing à son outil d’intelligence économique a permis à Ikea d’effectuer un meilleur ciblage de ses clients et de diminuer le nombre de catalogues distribués en boîtes aux lettres. 
Les centres d’appels utilisent également des solutions d’intelligence marketing qui favorisent un travail d’analyse en continu des dossiers clients et qui améliorent la démarche relationnelle. Par exemple, lorsqu’un client appelle, une fenêtre s’ouvre automatiquement sur l’écran du téléconseiller. Ce dernier peut ainsi avoir un accès direct à l’historique du client. Si la fenêtre indique que le client envoie très fréquemment des sms, le téléconseiller pourra lui proposer un forfait spécial dans une logique de montée en gamme.